# Cléry-le-Petit
Cléry-le-Petit település Franciaországban, Meuse megyében. Lakosainak száma 189 fő (2022. január 1.). Cléry-le-Petit Brieulles-sur-Meuse, Cléry-le-Grand, Doulcon, Dun-sur-Meuse és Liny-devant-Dun községekkel határos.

## Népesség
A település népességének változása:
| Lakosok száma | 191  | 187  | 189  | 186  | 188  | 190  | 189  | 188  | 189  |
|               | 2013 | 2015 | 2016 | 2017 | 2018 | 2019 | 2020 | 2021 | 2022 |